# П-18 (радіолокаційна станція)

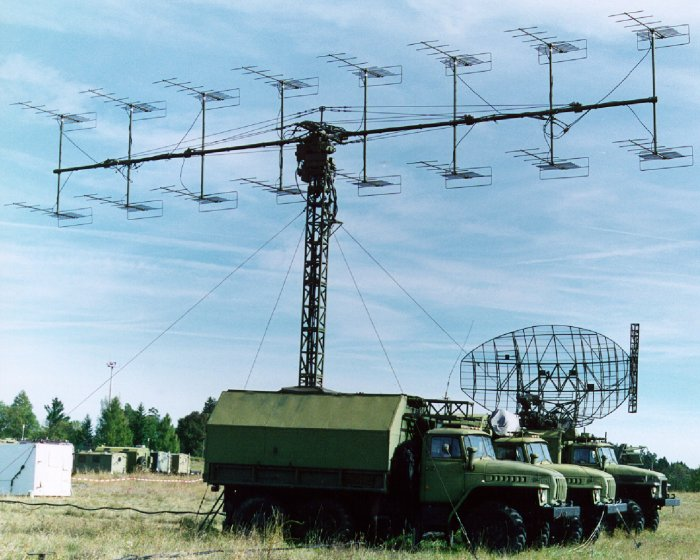
П-18 1РЛ131 «Терек» в Німеччині, 1998 рік

П-18 «Терек» (індекс ГРАУ — 1РЛ131, за кодифікацією НАТО — Spoon Rest D) — мобільна двокоординатна радіолокаційна станція кругового огляду метрового діапазону хвиль.
Створена в Радянському Союзі в 1970-ті роки.

## Модифікації

### Україна

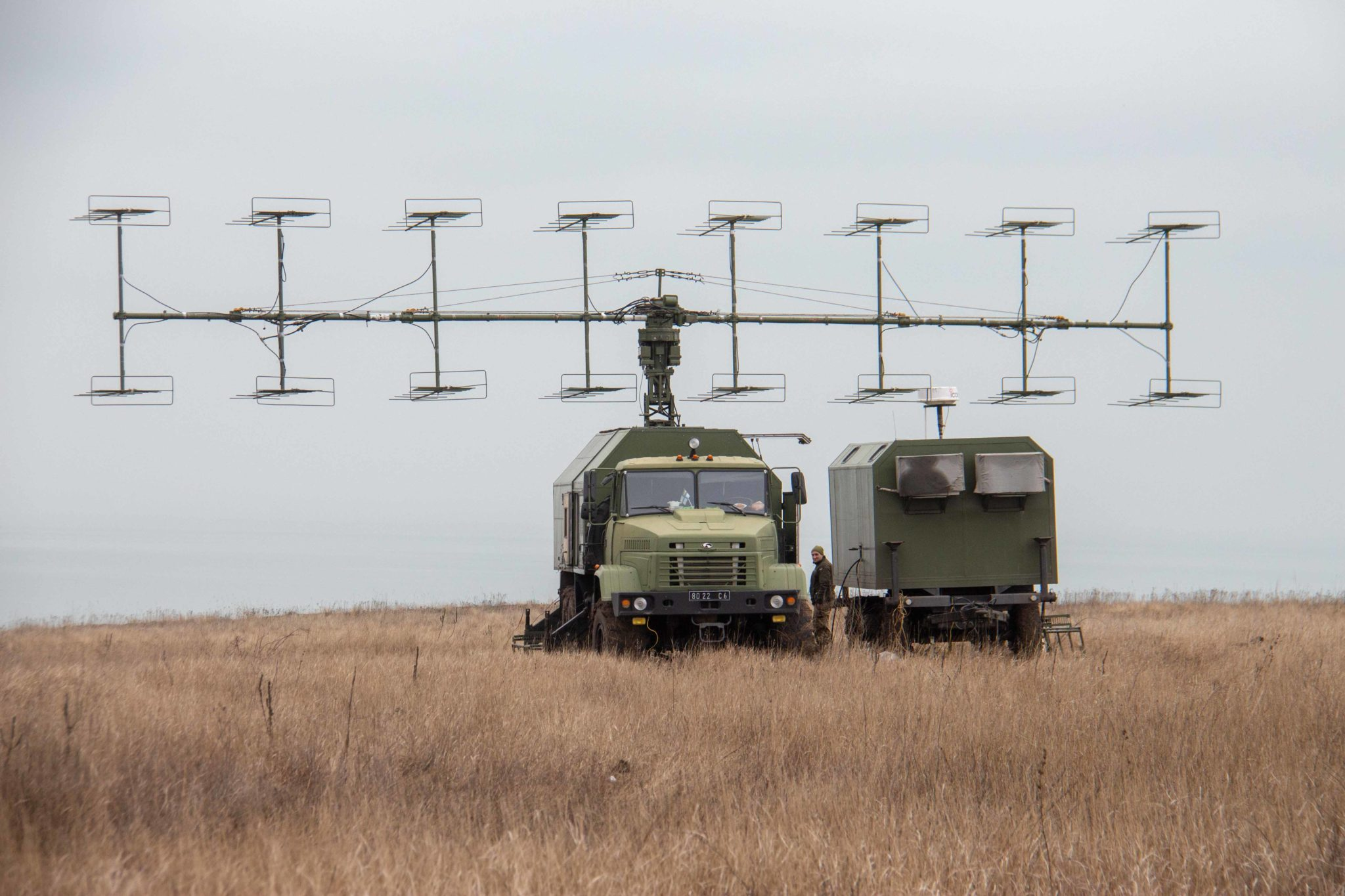
П-18 «Малахіт» ВМС України

П-18 «Малахіт» — наземна рухома завадозахищена радіолокаційна станція з висвітленням повітряної та надводної обстановки з цифровою обробкою та автоматичною передачею інформації. П-18 «Малахіт» призначена для автоматичного виявлення радіолокаційних цілей на фоні дії активних та пасивних завад природного та штучного походження, визначення координат (азимуту, дальності, радіальної швидкості), автоматичної зав'язки і супроводження траєкторій цілей та видачі їх координат і трас споживачам.
Пересувні радари «Малахіт» являють собою модернізовану версію радара П-18МУ «Терек», яка була прийнята на озброєння Радянської армії ще у 1971 році. У модернізованому варіанті застосована компенсація активних перешкод, цифрова обробка сигналів, вимірювання швидкості руху повітряних цілей, а також їх автоматичний пошук і супровід.
«Малахіт» здатний також в автоматичному режимі передавати дані про виявлені повітряні цілі.
Радіолокаційна станція розміщується на шасі КрАЗ і одному вантажному причепі (для порівняння, П-18МУ базується на двох автомобілях «Урал-375» або «Урал-4320» та двох причепах). Радар може виявляти цілі, що рухаються зі швидкістю до 1000 м/с і супроводжувати до 256 м/с з них.
Виробником нової РЛС є холдингова компанія «Укрспецтехніка».
Для заміни застарілих і енергоємних радарів радянського виробництва міністерство оборони України прийняло на озброєння (до парку ВПС країни) нові радіолокаційні станції «Малахіт» у січні 2012 року. Відповідний наказ підписав міністр оборони Михайло Єжель.
У 2015 році було розпочато, а вже 2018 року вже була майже завершено розробку антени швидкого розгортання для РЛС «Малахіт».
Оновлена антена була представлена на XV виставці «Зброя та Безпека 2018».
У 2023 році оборонно-промисловий комплекс України розробив модернізовану версію радіолокаційної станції П-18С. Ця наземна мобільна радіолокаційна станція працює в діапазоні метрових хвиль. Призначена для автоматичного виявлення цілей, визначення поточних координат (азимут й дальність) і автоматичної передачі радіолокаційних даних користувачам. Станція має міцну конструкцію корпусу, оснащена сучасними системами життєзабезпечення, електроживлення, підйому антени та вирівнювання. Режимами роботи є можливість керувати дистанційно.

## Оператори
РЛС П-18 «Терек» мали широке застосування в Радянському Союзі та країнах-сателітах. Ця РЛС також постачалась на експорт дружнім країнам. Після розвалу СРСР ці РЛС залишились на озброєнні в утворених державах.
- Україна
  - Збройні сили України мають на озброєнні 3-координатну модифікацію П-18: РЛС «Малахіт».

### Україна
У липні 2018 року повідомлялося про передачу станції до ЗСУ.
Глава правління ХК «Укрспецтехніка» Віра Кошова у липні 2019 року повідомила, що з початку війни до Збройних сил України було поставлено близько 50 таких станцій.
8 квітня 2020 року компанія «Укрспецтехніка» передала Повітряним Силам ЗС України чергову РЛС «Малахіт» з випередженням на півроку графіку виконання держоборонзамовлення.

### Тактико-технічні характеристики
Технічні характеристики РЛС модифікації «Малахіт»:
- Інструментальна дальність — понад 320 км

- Час розгортанн/згортаня — 5 хвилин

- Потужність випромінюваня — пікова та середня потужність залежно від режиму роботи

- Тип антени — фазована решітка

- Екіпаж — 2 особи

- Діапазон частот — 150–180 МГц

- Виявляти за один огляд зони дії — 256 цілей;

- Дальність виявлення винищувача типу МіГ (на висотах понад 10 км) — 400 км;
- Максимальна висота виявлення — 20 км;
- Дальність виявлення малорозмірних цілей на висотах до 300 м — 30-70 км;
- Потужність РЛС — 6,5 кВт;
- Час напрацювання на відмову — 2000 годин.